# Joachim Steinmann

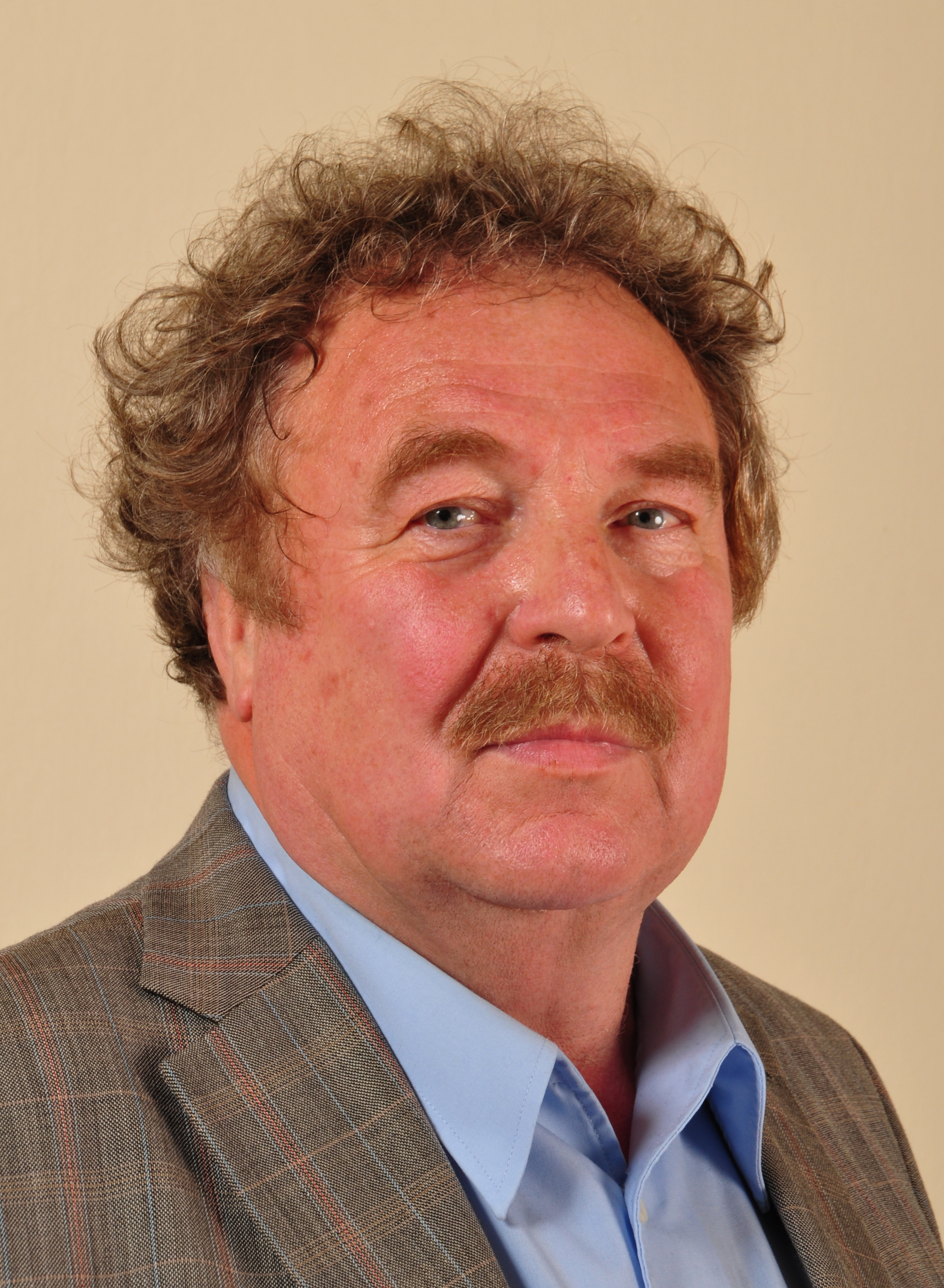
Joachim Steinmann, 2013

Joachim Steinmann (* 15. März 1949 in Zwenkau) ist ein deutscher Künstler (unter dem Namen CHAIM) und Politiker (CDU).

## Leben
Steinmann besuchte die Grundschule in Zwenkau und die Hildebrand-Schule in Markkleeberg. Nach seinem Abitur folgte ein Studium in den Bereichen Kunsterziehung und Geschichte an der Karl-Marx-Universität Leipzig. Steinmann erwarb den Titel des Diplom-Lehrers und war danach als Lehrer an verschiedenen Orten in Mecklenburg tätig. Nachdem er schon vorher künstlerisch aktiv gewesen war, wurde er 1985 freischaffender Grafiker. Seine Arbeiten wurden vor allem in Kirchen ausgestellt. 1989 kehrte er in den Beruf des Lehrers zurück, er unterrichtete Kunsterziehung, Geschichte und Englisch an der POS Kopernikusschule in Bützow.

## Politik
Steinmann wurde 1988 Mitglied der DDR-Blockpartei CDU, bei der er dem Kreisvorstand Bützow angehörte. Ferner war er stellvertretender Landesvorsitzender bei der CDA. 1990 gehörte er der letzten Volkskammer der DDR an. Im gleichen Jahr wurde er im Wahlkreis Wismar, Land-Bützow direkt in den Landtag von Mecklenburg-Vorpommern gewählt. Sein Mandat legte Steinmann jedoch im Dezember 1991 nieder, um im darauf folgenden Jahr Direktor der Landesrundfunkzentrale Mecklenburg-Vorpommern zu werden. Dieses Amt führte er noch bis 2004 aus.